# Miomir Petrović
Miomir Petrović (1º dicembre 1922 – 26 novembre 2002) è stato un calciatore jugoslavo, di ruolo difensore.

## Palmarès

### Club

#### Competizioni nazionali
- Campionato jugoslavo: 1

Partizan: 1949
- Kup Maršala Tita: 1

Stella Rossa: 1948

### Nazionale
- Argento olimpico: 1

Londra 1948